# Crocus cartwrightianus
Crocus cartwrightianus es una especie de planta fanerógama del género Crocus perteneciente a la familia de las Iridaceae. Es originaria de Grecia y las Cícladas.

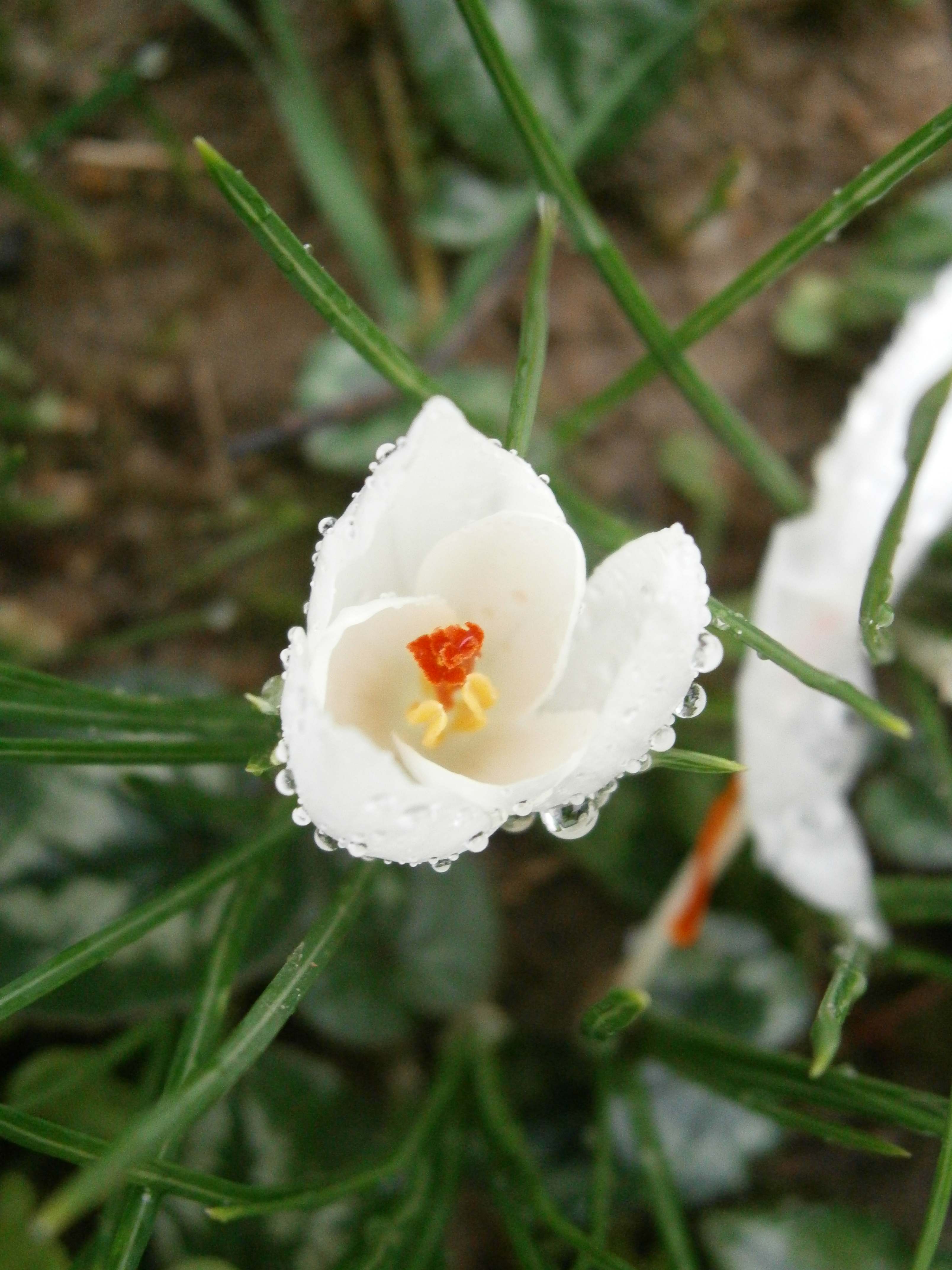
Flor

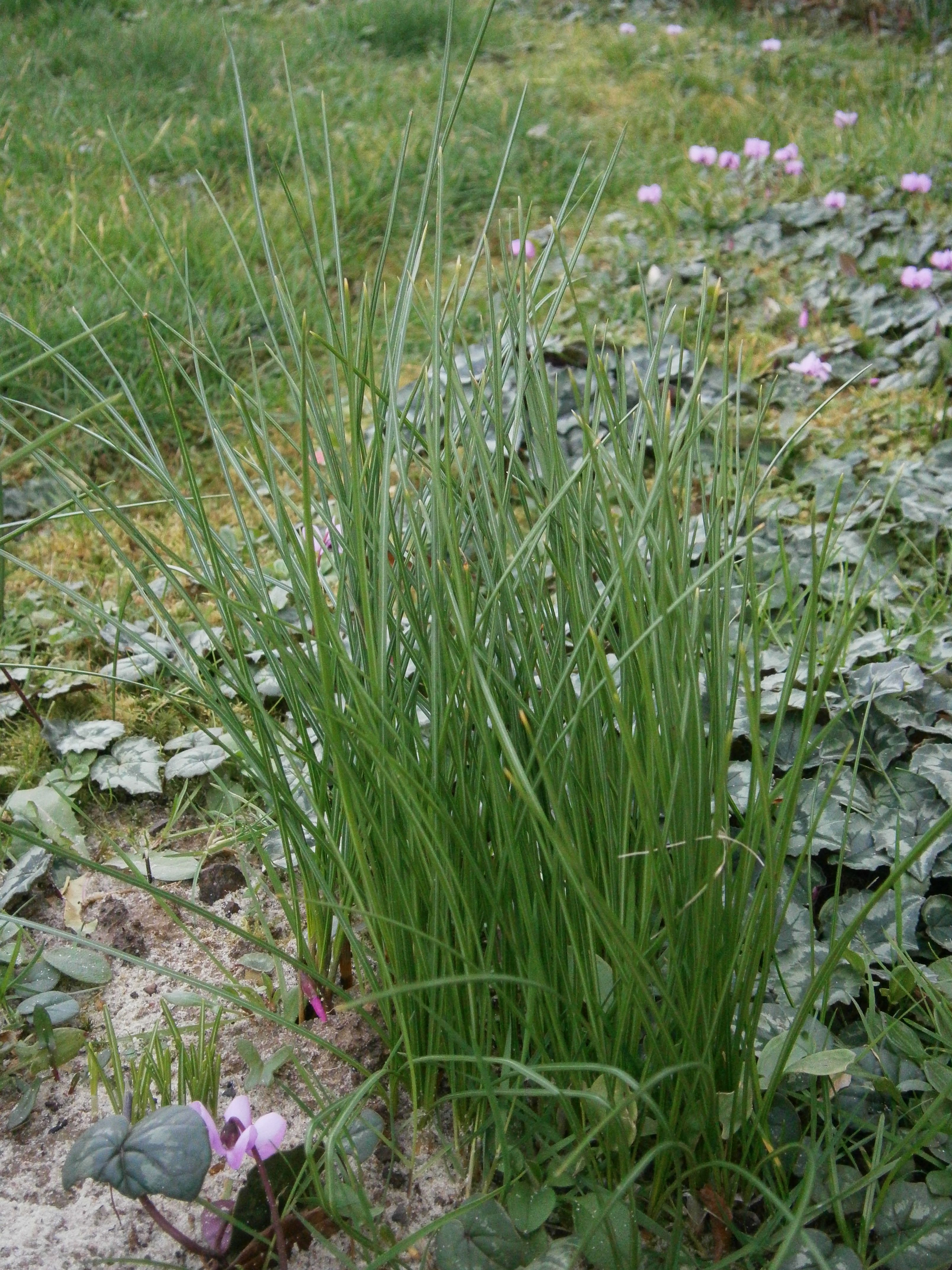
Vista de la planta

## Descripción
Es un cormo perenne que alcanza un tamaño de 5 cm de diámetro. Las flores, en tonos de color lila o blanco con venas moradas y rojas estigmas prominente , aparecen con las hojas en otoño e invierno.

## Distribución y hábitat
Crocus cartwrightianus, fue nombrado por W. Herbert en honor a su amigo el Sr. Cartwright, que estaba en el personal del consulado británico en Estambul en el siglo XIX. El Sr. Cartwright envió cormos a Herbert de la isla de Tenos. Se cree que es la fuente de la triploide estéril Crocus sativus, o el azafrán cultivado. Sin embargo, es una planta más pequeña. Es originaria de Grecia y las Cícladas y florece en el otoño, después se forman las hojas.
Esta especie se encuentra comúnmente creciendo en áreas de suelo de caliza en la península de la Ática de Grecia. Hay evidencia de que esta planta fue cultivada en la antigua Creta, al menos ya en el período minoico medio, según lo exhibido por un mural, el "Azafrán recolector", que ilustra la reunión de azafranes.
Esta planta, y el cultivar 'Albus' (con flores de color blanco puro), han ganado el  Award of Garden Merit de la Royal Horticultural Society.

## Taxonomía
Crocus cancellatus fue descrita por William Herbert y publicado en Edwards's Bot. Reg. 29(Misc.): 82 1843.
Etimología
Crocus: nombre genérico que deriva de la palabra griega:
κρόκος ( krokos ). Esta, a su vez, es probablemente una palabra tomada de una lengua semítica, relacionada con el hebreo כרכום karkom, arameo ܟܟܘܪܟܟܡܡܐ kurkama y árabe كركم kurkum, lo que significa " azafrán "( Crocus sativus ), "azafrán amarillo" o la cúrcuma (ver Curcuma). La palabra en última instancia se remonta al sánscrito kunkumam (कुङ्कुमं) para "azafrán" a menos que sea en sí mismo descendiente de la palabra semita.
cartwrightianus: epíteto otorgado  por W. Herbert en honor a su amigo el Sr. Cartwright, que estaba en el personal del consulado británico en Estambul en el siglo XIX.
Sinonimia
- Crocus cartwrightianus var. creticus Herb.
- Crocus graecus Chapp.
- Crocus pallasii Spruner ex Boiss.
- Crocus sativus var. cartwrightianus (Herb.) Maw
- Crocus sativus subsp. cartwrightianus (Herb.) K.Richt.	[11][12]